# Joseph Bienaimé Caventou
Joseph Bienaimé Caventou (30 de juny de 1795, a Saint-Omer - 5 de maig de 1877, París), va ser un farmacèutic i químic francès, que va destacar per l'extracció de diversos alcaloides.
Fill de farmacèutic, Caventou va començar el seu aprenentatge amb el seu pare, després es va formar a París, on va seguir al mateix temps els cursos de l'Escola de Farmàcia i de la Facultat de Ciències. El 1816 va ser destinat a l'hospital Saint-Antoine on hi va trobar un laboratori ben equipat que li va permetre dur endavant les seves recerques. El 1821 va ser elegit membre de l'Acadèmia de Medicina. A partir de 1826, Caventou, va formar part del cos docent de l'Escola Superior de Farmàcia; el 1830 va ser nomenat mestre de conferències de química, i el 1834 professor titular de toxicologia, lloc que va ocupar fins a la seva jubilació el 1859, tot dirigint una farmàcia a París.

## Obra

Estricnina

La col·laboració de Caventou amb Pierre Joseph Pelletier, igualment farmacèutic i químic, durant 25 anys (1817-1842), va conduir en alguns anys a resultats espectaculars: junts, aïllaran un cert nombre d'àlcalis vegetals, que es varen designar com alcaloides, i que són substàncies nitrogenades bàsiques dotades de poderoses propietats farmacèutiques. Aquest equip va ser pioner en la utilització de dissolvents lleugers per aïllar els ingredients actius de les plantes. Se'ls deu l'aïllament de les següents substàncies naturals:
- 1817: la clorofil·la, l'emetina a partir de la ipecacuana (Psychotria ipecacuanha)
- 1818: l'estricnina a partir de nou vòmica, (Strychnos nux-vomica).
- 1819: la brucina a partir de nou vòmica, (Strychnos nux-vomica).
- 1820: la cinconina i la quinina a partir d'escorça de cincona.
- 1821: la cafeïna.

Caventou i Pelletier varen crear la seva pròpia fàbrica per produir la quinina utilitzada per tractar la malària però van publicar el seu descobriment per tal de permetre la seva més àmplia difusió.